# Assiculus
Assiculus is een monotypisch geslacht van straalvinnige vissen uit de familie van dwergzeebaarzen (Pseudochromidae).

## Soort
- Assiculus punctatus Richardson, 1846